# Clytus Gottwald
Clytus Gottwald (ur. 20 listopada 1925 w Szczawnie-Zdroju, zm. 18 stycznia 2023) – niemiecki muzykolog, dyrygent chóralny i kompozytor.

## Życiorys
Uczył się śpiewu, dyrygentury chóralnej i muzykologii na Uniwersytecie w Tybindze. Studia kontynuował u Helmutha Osthoffa na Uniwersytecie we Frankfurcie nad Menem, w 1961 roku uzyskując tytuł doktora na podstawie dysertacji Johannes Ghiselen – Johannes Verbonnet: Stilkritische Untersuchung zum Problem ihrer Identität (wyd. Wiesbaden 1962). W 1960 roku założył w Stuttgarcie zespół wokalny Schola Cantorum, specjalizujący się w wykonawstwie muzyki XV i XVI wieku, a później także muzyki współczesnej. Dla zespołu tego utwory pisali tacy kompozytorzy jak Friedrich Cerha, Roman Haubenstock-Ramati, György Ligeti, Mauricio Kagel i Pierre Boulez. Wraz ze Schola Cantorum Gottwald występował na licznych festiwalach nowej muzyki, m.in. na festiwalu w Edynburgu (1966), Międzynarodowych Letnich Kursach Nowej Muzyki w Darmstadcie (1968) i Warszawskiej Jesieni (1973). 
W latach 1969–1989 był kierownikiem działu nowej muzyki w rozgłośni Südwestrundfunk w Stuttgarcie. Był autorem licznych artykułów poświęconych zarówno muzyce dawnej, jak i muzyce współczesnej. Przygotował edycję dzieł zebranych Johannesa Ghiselina (wyd. Corpus Mensurabilis Musicae, XXIII/l-4, 1961–1968). Skomponował m.in. Sieben Spruchmotetten na chór (1956), Missa super „Anastesos himera” na chór i organy (1957), De profundis na chór i taśmę (1962).
Odznaczony został Krzyżem Zasługi Republiki Federalnej Niemiec na Wstędze (2014).